# Ожог яда многоножки

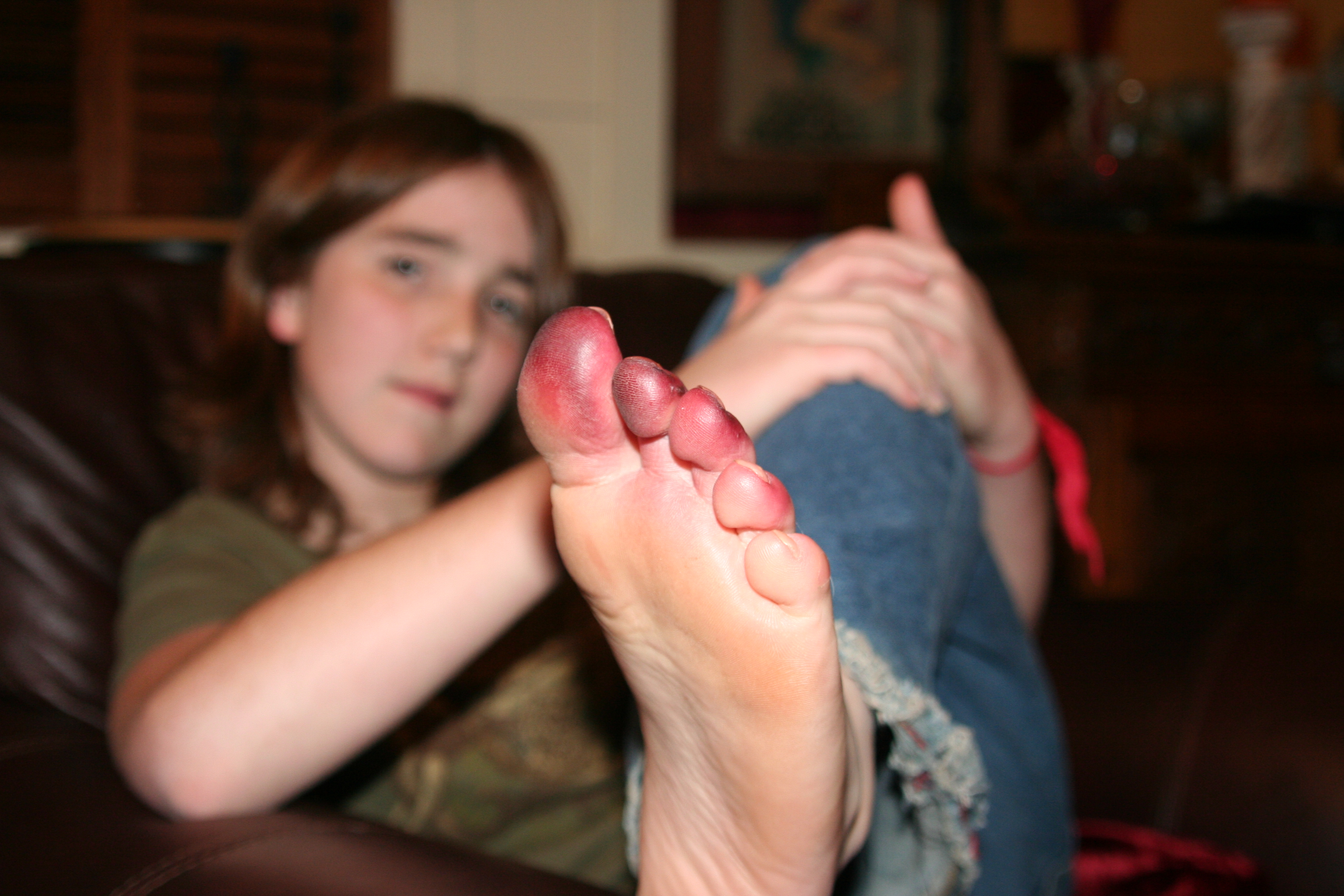

Ожог яда многоножки — реакция организма на токсичную жидкость, выделяемую некоторыми многоножками.
Двупарноногие многоножки распространены повсеместно; они живут под опавшей листвой и камнями. Они не кусаются, но выделяют жидкость, которая у человека вызывает ожоги и дисхромию. Поражённая кожа за ночь становится коричневой, может покрыться пузырями и отслоиться. При соприкосновении кожи с ядовитыми выделениями некоторых многоножек возникает депигментация. Некоторые многоножки производят хиноны в своих защитных выделениях, которые вызвали коричневое окрашивание кожи. 
При попадании выделения многоножек в глаза возникают резкая боль и воспаление; возможны изъязвление роговицы и слепота; появлялся отёк, конъюнктивит и кератит.